# Ibta
Ibta (arab. أبطع) – miasto w Syrii, w muhafazie Dara. W 2004 roku liczyło 14 283 mieszkańców.